# Středoevropská univerzita
Středoevropská univerzita (anglicky Central European University, CEU) je mezinárodní soukromá univerzita humanitního zaměření, kterou roku 1991 podle amerických vzorů založil a financuje filantrop a miliardář George Soros. Vznikla v Budapešti, od roku 2020 působí ve Vídni a nabízí magisterské a doktorské studium převážně ve společenských a humanitních oborech. Její absolventi jsou známí filozofové, politologové, sociologové, ekonomové i anglisté.
Mezi nejstudovanější obory patří: filozofie, kognitivní vědy, politické vědy, mezinárodní vztahy, historie, administrace, veřejné vztahy a matematika v rozsahu ekonomie. 
CEU se řadí mezi 100 nejlepších humanitních univerzit světa.

## Popis
CEU sídlila v centru Budapešti (Nádor utca 9), blízko hlavní budovy Maďarské akademie věd, roku 2018/19 se přestěhovala do Vídně. V jejím čele stojí prezident a rektor, nejvyšším orgánem je správní rada (Board of Trustees), senát a Akademické fórum. Univerzita má kolem 1500 studentů z více než 110 zemí (z toho přes 400 doktorských) a přes 420 učitelů ze 40 zemí.

## Historie
Myšlenka CEU vznikla na konferenci v Dubrovníku v roce 1989, které se kromě G. Sorose zúčastnili britští, maďarští, českoslovenští a polští filozofové a vědci. Po pádu železné opony se zprvu jednalo o založení v Bratislavě, ale pro odpor nacionalistických politiků byla roku 1991 založena současně v Budapešti a v Praze. Pro neshody s českými politiky (zejména Václavem Klausem) byla roku 1996 i pražská část s bohatou knihovnou přesunuta do Budapešti. Poslání univerzity byl výzkum a vzdělávání v oblasti podmínek pro vznik otevřených společností a demokracie v konkrétním kontextu čtyř zemí Střední Evropy.
Roku 2007 odstoupil G. Soros z funkce předsedy správní rady a nahradil jej L. Botstein. V letech 1997-1999 byl rektorem prof. Josef Jařab a roku 2009 byl na místo rektora za odstupujícího historika vědy prof. Yehudu Elkanu zvolen právník prof. John Shattuck, bývalý spolupracovník prezidenta Clintona a v letech 1998–2000 velvyslanec USA v Praze. Od roku 2016 ho nahradil kanadsko-britský historik a politik Michael Ignatieff. V Maďarsku se pro svůj liberální program stala univerzita předmětem kritik i drobných perzekucí ze strany vlády a maďarských nacionalistů. Když v roce 2016 předložil maďarský ministr školství zřejmě diskriminační návrh novely vysokoškolského zákona a parlament jej přes silný odpor mezinárodní veřejnosti koncem roku 2018 schválil, oznámil rektor Ignatijeff, že v Budapešti už CEU nemůže svobodně působit a odstěhuje se do Vídně. Verbální podporu v Praze tehdy CEU nabídl také premiér Andrej Babiš.
V říjnu 2023 Rusko označilo univerzitu za „nežádoucí“ organizaci.

## Věda
Univerzita má knihovnu o 250 tisících svazků a velmi rozsáhlé archivy k moderním dějinám Střední Evropy, například z rozhlasové stanice Svobodná Evropa.
Mezi nejvýznamnější učitele patřili a patří:
- Shlomo Avineri, politolog
- Albert-László Barabási, fyzik
- Péter Balázs, bývalý maďarský politik
- Lajos Bokros, ekonom
- Ernest Gellner, filozof
- Josef Jařab, anglista
- János Kis, politický filozof
- János Kornai, ekonom
- Will Kymlicka, politolog
- Jiří Musil, sociolog

## Absolventi
- Giorgi Margvelašvili, prezident Gruzie
- Ivo Šlosarčík, právník a vysokoškolský pedagog